# I Just Wanna Stop
"I Just Wanna Stop" é uma canção escrita pelo compositor canadense Ross Vannelli. Foi gravada em 1978 por seu irmão: o cantor canadense Gino Vannelli, para seu álbum Brother to Brother, lançado no mesmo ano. A canção foi lançada como single e obteve grande sucesso na América do Norte, alcançando a posição número #1 no Canadá (RPM), e a posição número #2 no Top 100 Singles da revista Cash Box, sua melhor posição nos Estados Unidos, onde também atingiu a posição número #4 na Billboard Hot 100. A canção foi produzida por Gino Vannelli e por seus dois irmãos, também músicos: Joe Vannelli e Ross Vannelli, o autor da canção.
"I Just Wanna Stop" também fez muito sucesso no Brasil, ficando entre as canções mais tocadas no país em 1979, sendo incluída na trilha sonora de duas telenovelas brasileiras: em Pai Herói, da Rede Globo em 1979, e em Pecado Mortal, da RecordTV em 2013.
Em 1979, a canção recebeu uma indicação ao Grammy, na categoria Grammy Award para Best Male Pop Vocal Performance.

## Videoclipe Oficial
"I Just Wanna Stop" possui um videoclipe gravado por Gino Vannelli em 1978. Pode ser assistido em "I Just Wanna Stop" de Gino Vannelli (Videoclipe Oficial)  no YouTube.

## Faixas do Single
| Lado   | Canção                         | Duração | Intérpretes   | Compositores  | Produtores                                 | Álbum Original       | Gravação |
| ------ | ------------------------------ | ------- | ------------- | ------------- | ------------------------------------------ | -------------------- | -------- |
| Lado A | "I Just Wanna Stop"            | 3:34    | Gino Vannelli | Ross Vannelli | Gino Vannelli, Joe Vannelli, Ross Vannelli | Brother to Brother   | 1978     |
| Lado B | "The Surest Things Can Change" | 4:35    | Gino Vannelli | Gino Vannelli | Gino Vannelli, Joe Vannelli                | A Pauper in Paradise | 1977     |

## Desempenho nos Charts

### Charts Semanais
| Chart (1978-79)                      | Posição de pico |
| ------------------------------------ | --------------- |
| Canadá (CHUM)                        | 6               |
| Canadá - Adult Contemporary (RPM)    | 2               |
| Canadá - Top Singles (RPM)           | 1               |
| Nova Zelândia (Recorded Music NZ)    | 34              |
| USA - Adult Contemporary (Billboard) | 4               |
| USA - R&B Chart (Billboard)          | 21              |
| USA - Top 100 R&B (Cash Box)         | 13              |
| USA - The R&B Singles (RW)           | 13              |
| USA - The Hot 100 (Billboard)        | 4               |
| USA - The Singles Chart (RW)         | 8               |
| USA - Top 100 Singles (Cash Box)     | 2               |

| Chart (1978-79)                   | Posição |
| --------------------------------- | ------- |
| Brasil - As Mais Tocadas (1979)   | 46      |
| Canadá - 200 Singles (1978) (RPM) | 37      |
| Canadá - 200 Singles (1979) (RPM) | 76      |
| USA - Top 100 Singles (Cash Box)  | 50      |
| USA - 100 R&B Singles (CB)        | 90      |
| USA - Top Singles (Billboard)     | 75      |
| USA - Top Adult (Billboard)       | 43      |

## Prêmios e Indicações (Awards)
| Ano  | Categoria                                                | Resultado | Ref    |
| ---- | -------------------------------------------------------- | --------- | ------ |
| 1979 | Prêmio Grammy Award para Best Male Pop Vocal Performance | Indicado  | [ 11 ] |

## Trilhas Sonoras
Em 1979, ano em que a canção fez sucesso no Brasil, "I Just Wanna Stop" foi incluída na trilha sonora da novela Pai Herói de Janete Clair, na Rede Globo. Trinta e quatro anos depois, a canção também foi selecionada para a trilha sonora da novela Pecado Mortal de Carlos Lombardi, produzida em 2013 pela RecordTV. Porém, a Record enfrentou grandes dificuldades para negociar com as produtoras internacionais das canções. Devido a restrições de direitos autorais, algumas canções tiveram que ser regravadas por cantores brasileiros, em consequência da dificuldade para conseguir as canções originais, incluindo a versão original de "I Just Wanna Stop" por Gino Vannelli. Sendo assim, o cantor brasileiro Maurício Manieri regravou a canção, que se tornou o tema de amor do casal principal da trama: Carlão (Fernando Pavão) e Patrícia (Simone Spoladore).
| Ano  | Telenovela    | Intérprete       | Tema dos personagens                                          | Empresa    |
| ---- | ------------- | ---------------- | ------------------------------------------------------------- | ---------- |
| 1979 | Pai Herói     | Gino Vannelli    | (tema geral)                                                  | Rede Globo |
| 2013 | Pecado Mortal | Maurício Manieri | tema de Carlão (Fernando Pavão) e Patrícia (Simone Spoladore) | RecordTV   |

## Lado B
O lado B do single contém a canção "The Surest Things Can Change", que já havia sido gravada por Gino Vannelli em 1977, para seu álbum A Pauper in Paradise, álbum que antecedeu Brother to Brother. Foi composta pelo próprio Vannelli e produzida por ele e por Joe Vannelli. Era uma simples canção do álbum que não foi lançada como single.

## Versões Cover
- Em 1988, a cantora americana Angela Bofill regravou a canção em seu álbum Intuition.[25] Seu cover atingiu a posição #11 no R&B Chart da Billboard.[26]
- Em 1995, a cantora americana Amii Stewart regravou a canção em seu álbum The Men I Love.[27]
- Em 2003, o cantor brasileiro Alexandre Pires gravou uma versão em português da canção, chamada "É Melhor Parar", em seu álbum Estrela Guia.[28]
- Em 2003, Alexandre Pires também gravou uma versão em espanhol da canção, chamada "Es Mejor Parar", em seu álbum Estrella Guia (versão espanhol).[29]
- Em 2013, o cantor brasileiro Maurício Manieri regravou a canção para a trilha sonora da telenovela Pecado Mortal, da RecordTV.[10]

## Ligações Externas
- Letra: https://www.letras.mus.br/gino-vanelli/132877/ no Letras.mus.br
- "I Just Wanna Stop" de Gino Vannelli (Videoclipe Oficial)  no YouTube.
- "I Just Wanna Stop" de Gino Vannelli no AllMusic.